# Guillaume Martin
Guillaume Martin (Parigi, 9 giugno 1993) è un ciclista su strada francese che corre per il team Groupama-FDJ. È professionista dal 2016, ha caratteristiche di scalatore.

## Carriera

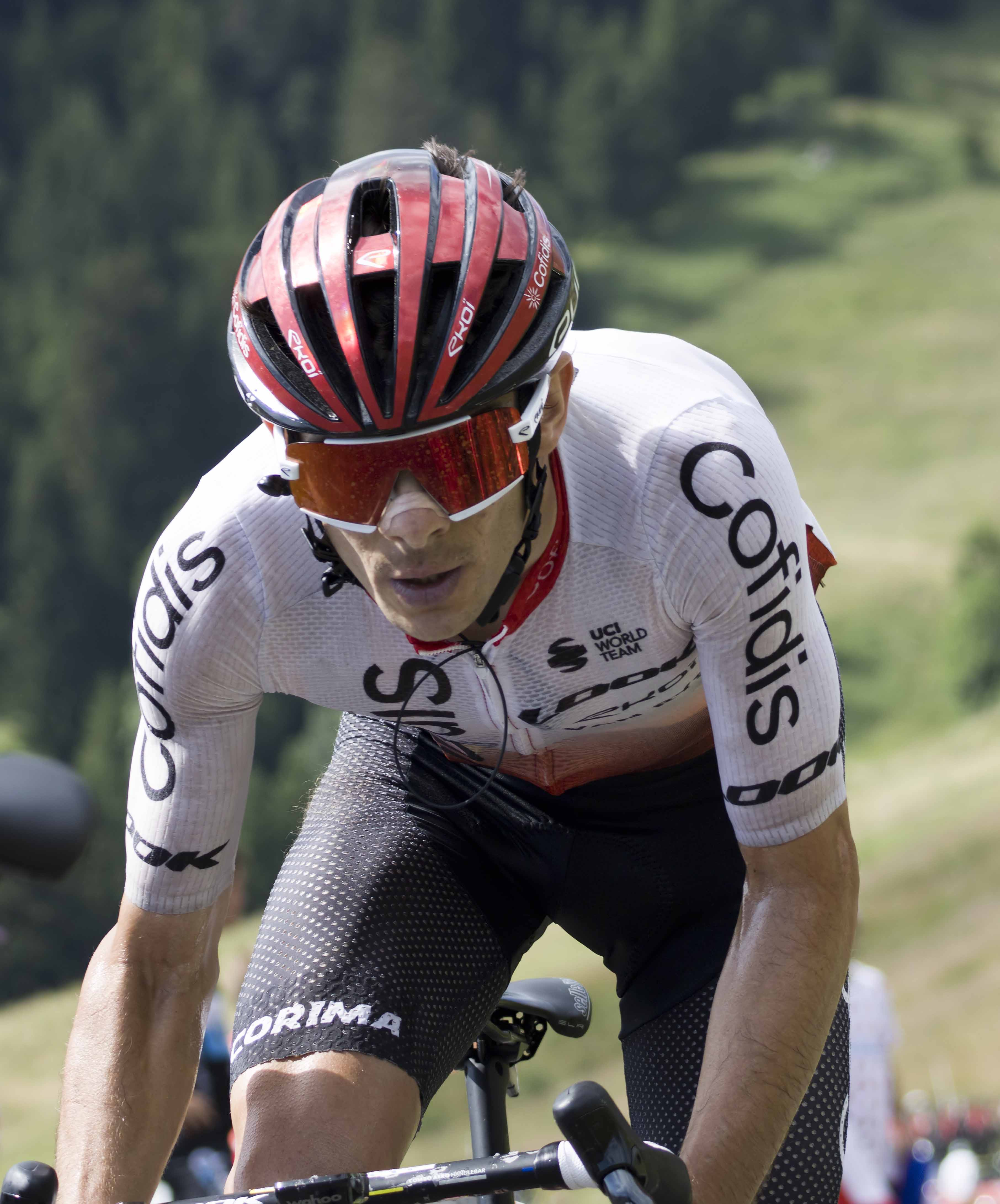
Guillaume Martin in azione durante una tappa del Tour de France 2023.

Guillaume Martin passa professionista nel 2016 con la Wanty-Groupe Gobert. In stagione ottiene alcuni piazzamenti in brevi corse a tappe, tra cui spicca il secondo posto all'Österreich-Rundfahrt alle spalle di Jan Hirt, senza conseguire vittorie.
Nel 2017, dopo essersi piazzato diciottesimo al Criterium du Dauphiné, esordisce al Tour de France. Si piazza terzo nell'ottava tappa, collinare, che si conclude a Station des Rousses e si piazza ventitreesimo nella classifica finale, quinto tra i giovani. Grazie alla buona forma raggiunta ottiene le prime vittorie da professionista: si impone infatti in una tappa del Tour du Limousin, in una tappa e nella classifica finale del Tour du Gévaudan Languedoc-Roussillon e nuovamente in una tappa e nella classifica finale del Giro di Toscana.
Nel 2018 vince una tappa e la classifica generale al Circuit de la Sarthe-Pays de la Loire e coglie numerosi piazzamenti, come le terze piazze al Tour du Finistère e alla Boucles de l'Aulne.
Nel 2019, dopo aver corso un'ottima Volta Ciclista a Catalunya, chiusa in ottava posizione, si presenta al Giro di Sicilia come favorito: vince la tappa regina con arrivo sull'Etna ma chiude la corsa in seconda posizione, alle spalle di Brandon McNulty.
Nel 2020 chiude 14º alla Vuelta a España riuscendo però ad aggiudicarsi la Classifica scalatori.

## Palmarès
- 2011 (VC Saint-Hilaire-du-Harcouët Juniores)

1ª tappa Corsa della Pace Juniores
2ª tappa Grand Prix Fernand-Durel
- 2013 (Sojasun Espoirs AC Noyal-Châtillon, due vittorie)

3ª tappa Tour du Jura
4ª tappa Tour du Jura
- 2015 (CC Étupes, tre vittorie)

Annemasse-Bellegarde
Liegi-Bastogne-Liegi Under-23
5ª tappa Tour de l'Avenir (Megève > La Rosière-Montvalezan)
- 2017 (Wanty-Groupe Gobert, cinque vittorie)

4ª tappa Tour du Limousin (Saint-Junien > Limoges)
1ª tappa Tour du Gévaudan Languedoc-Roussillon (Mende > Florac-Trois-Rivières)
Classifica generale Tour du Gévaudan Languedoc-Roussillon
1ª tappa Giro della Toscana - Memorial Alfredo Martini (Lajatico > Volterra)
Classifica generale Giro della Toscana - Memorial Alfredo Martini
- 2018 (Wanty-Groupe Gobert, due vittorie)

3ª tappa Circuit de la Sarthe (Abbaye Royale de l'Épau > Pré-en-Pail-Saint-Samson)
Classifica generale Circuit de la Sarthe
- 2019 (Wanty-Gobert Cycling Team, una vittoria)

4ª tappa Giro di Sicilia (Giardini Naxos > Etna/Nicolosi)
- 2021 (Cofidis, una vittoria)

Mercan'Tour Classic Alpes-Maritimes
- 2022 (Cofidis, due vittorie)

2ª tappa Tour de l'Ain (Saint-Vulbas > Lagnieu)
Classifica generale Tour de l'Ain
- 2025 (Groupama-FDJ, due vittorie)

Classic Grand Besançon Doubs
Tour du Jura

### Altri successi
- 2020 (Cofidis)

Classifica scalatori Vuelta a San Juan
Classifica scalatori Vuelta a España

## Piazzamenti

### Grandi Giri
- Giro d'Italia

2022: 14º
- Tour de France

2017: 23º
2018: 21º
2019: 12º
2020: 11º
2021: 8º
2022: non partito (9ª tappa)
2023: 10º
2024: 13º
2025: 16º
- Vuelta a España

2020: 14º
2021: 9º
2024: 15º

### Classiche monumento
- Milano-Sanremo

2021: 52º
- Liegi-Bastogne-Liegi

2016: 120º
2017: 94º
2018: 33º
2019: 19º
2020: 14º
2021: 15º
2022: 32º
2023: 6º
2024: 18º
2025: 21º
- Giro di Lombardia

2021: 44º
2022: 32º
2023: 52º

### Competizioni mondiali
- Campionati del mondo

Copenhagen 2011 - In linea Juniores: 80º
Imola 2020 - In linea Elite: 13º
- Giochi olimpici

Tokyo 2020 - In linea: 27º

### Competizioni europee
- Campionati europei

Offida 2011 - In linea Juniores: 10°